# Roxanne van Hemert
Roxanne van Hemert (Wassenaar, 11 juli 1990) is een voormalig Nederlandse langebaanschaatsster. Van Hemert reed tussen 2010 en 2012 bij Hofmeier en sinds 2013 bij Team LottoNL-Jumbo (voorheen Team Activia).

## Biografie
Seizoen 2008
Van Hemert debuteerde in 2006 toen zij deelnam aan het NK Allround voor junioren C. In 2008 pakte ze de A-titel in Groningen met slechts 0,8 seconden verschil op haar concurrent en ploeggenote Jorieke van der Geest. Haar eerste internationale grote wedstrijd was het WK Junioren in 2008 waar Van Hemert nét naast het podium eindigde in het eindklassement. Wel haalde ze bij het onderdeel ploegenachtervolging een gouden medaille.
Seizoen 2009
Bij het NK Afstanden 2009 kwam ze uit op de 1000 meter en legde beslag op de 11e positie. Tijdens de Wereldbeker voor junioren in januari in Collalbo scherpte ze haar persoonlijke records op de 500, 1000 en 1500 meter aan. Tijdens haar tweede en laatste NK Juniorentoernooi stond Van Hemert na dag één aan de leiding. Deze positie wist ze de dag daarna te verstevigen door winst op de 1000 meter. Na de laatste afstand, de 3000 meter, hield ze stand met een tweede tijd achter ploeggenote Yvonne Nauta en werd zodoende Nederlands Kampioen Junioren. Samen met Jorieke van der Geest, die derde werd, waren zij de afgevaardigden voor het WK junioren. Op dat WK voor junioren behaalde ze vier wereldtitels. Ze werd wereldkampioen allround en wereldkampioen op de 1000 meter en 1500 meter en samen met Van der Geest en Nauta op de ploegenachtervolging. Op de 3000 meter behaalde ze de bronzen medaille.
Seizoen 2010
In 2010 werd Van Hemert zevende op het NK sprint. Het WK junioren eindigde wat teleurstellend, ze wist van haar vier titels van het vorige jaar alleen die op de ploegenachtervolging met succes te verdedigen en eindigde op alle individuele onderdelen buiten het podium. Op de ploegenachtervolging reed ze met Lotte van Beek en Yvonne Nauta in 3.08,35 naar een wereldrecord.
Seizoen 2011
Na drie jaar voor Jong Oranje te zijn uitgekomen tekende Van Hemert in 2010 bij Hofmeier. Op de NK afstanden was de zevende plaats op de 1000 meter haar beste resultaat. Vanwege afzeggingen, kon zij op 4 december 2010 tijdens de world cup in Changchun op die afstand uitkomen. In januari won Van Hemert de 1500 meter tijdens de Holland Cup III in Hoorn.
Seizoen 2013 en verder
Van Hemert stapte in 2012 over naar Team Corendon. In het seizoen 2014/2015 plaatste ze zich voor het eerst voor wereldbekerwedstrijden. Op de 1000m eindigde ze aan het einde van dat seizoen op de 23e plaats in het klassement. In 2018 eindigde ze bij het NK sprint als vijfde in het klassement.

## Persoonlijke records
| Afstand    | Tijd    | Datum           | Baan       |
| ---------- | ------- | --------------- | ---------- |
| 500 meter  | 39,42   | 23 januari 2016 | Heerenveen |
| 1000 meter | 1.16,84 | 2 november 2014 | Heerenveen |
| 1500 meter | 1.59,62 | 31 oktober 2014 | Heerenveen |
| 3000 meter | 4.12,35 | 7 oktober 2017  | Inzell     |

## Resultaten
| Jaar | NK Afstanden                 | NK Allround | NK Sprint | WK Junioren                                                  | Wereldbeker |
| ---- | ---------------------------- | ----------- | --------- | ------------------------------------------------------------ | ----------- |
| 2008 |                              |             |           | 4e · achtervolging                                           |             |
| 2009 | 11e 1000m                    | NC14        |           | 1000m · 1500m · 3000m · allround · achtervolging             |             |
| 2010 | 16e 500m 10e 1000m           |             | 7e        | 5e 1000m · 4e 1500m · 8e 3000m · 4e allround · achtervolging |             |
| 2011 | 16e 500m 7e 1000m 10e 1500m  |             | 10e       |                                                              | 21e 1000m   |
| 2012 | 17e 1000m 14e 1500m          |             | 12e       |                                                              |             |
| 2013 | 21e 1000m 20e 1500m          |             | 17e       |                                                              |             |
| 2014 | 18e 500m 16e 1000m 14e 1500m |             | 15e       |                                                              |             |
| 2015 | 5e 1000m 9e 1500m            |             | 13e       |                                                              | 23e 1000m   |
| 2016 | 8e 1000m 17e 1500m           |             | 8e        |                                                              |             |
| 2017 | 20e 500m 15e 1000m           |             | 10e       |                                                              |             |
| 2018 | 18e 500m 11e 1000m 11e 1500m |             | 5e        |                                                              |             |
| 2019 | 12e 1000m 9e 1500m           |             | 15e       |                                                              |             |

 NC# = niet gekwalificeerd voor de laatste afstand, maar wel als # geklasseerd in de eindrangschikking 

### Medaillespiegel
| Kampioenschap | Goud | Zilver | Brons |
| ------------- | ---- | ------ | ----- |
| WK Junioren   | 6    | 0      | 1     |